# Shion
Shion (志恩?) är det japanska rockbandet MUCCs åttonde fullängdsalbum. Det släpptes i Japan den 26 mars 2008. I albumet har bandet vävt in många nya influenser, däribland dansmusik och elektronisk musik men albumet har också starka inslag av arabisk folkmusik. I grunden ligger dock MUCC:s breda variation av metalinspirerad rock. Före releasen beskrev medlemmarna i MUCC skivan som ett mellanting av de tidigare albumen Houyoku (2005) och Gokusai (2006), med känslan från det första och den musikaliska bredden från det senare.

## Produktion
Inspelningen av albumet påbörjades i början av 2008 och bandets gitarrist Miya uppgav i en intervju att planen var att släppa två separata minialbum, med endast en av de tre singlar de släppt under 2007 – Fuzz. Till slut utvecklades bandets ambition till ett fullt album med 13 låtar, varav alla singlar från föregående år. 
Albumet producerades liksom bandets tidigare skivor av Miya, men flera andra medproducenter har också satt sin prägel på Shion. Däribland Masaji Asakawa och Heigo Tani som tillsammans arbetade med "Fukurou no yurikago", "Fuzz" och "Anjelier". Asakawas förflutna som producent för hiphop och animemusik kombinerat med Tanis karriär inom den elektriska musiken har gett dessa låtar starka rötter i elektronisk musik. Artisten Narasakis bakgrund inom shoegazing och thrash metal har hjälpt till att skapa den intensiva atmosfären i titelspåret vilket han medproducerat.
Fler extramusiker än tidigare har också medverkat i produktionen, däribland fullskaliga stråkorkestrar och extra slagverksmusiker. Den huvudsakliga låtskrivaren Miya uppgav i en intervju att de "etniska" inslagen, såsom indiska sitarer och arabiska slagverk tillkom först efter att han komponerat melodierna.

## Release
MUCC och skivbolagsjätten Universal Music promotade Shion starkt i Japan med bland annat tv-reklam och flera intervjuer i tidningar och tv inför releasen den 26 mars.
Efter att inspelningen var klar påbörjade MUCC med start den 29 februari sin medverkan på USA-turnén Taste of Chaos 2008, tillsammans med band såsom Atreyu, Avenged Sevenfold och Bullet for My Valentine. På MUCC:s 34 spelningar under turnén spelade bandet huvudsakligen låtar från det nya albumet, och i och med att festivalturnén riktade sig till en bred grupp musikintresserade blev Shion det första av MUCC:s album som presenterades för en bredare utländsk publik. Låtar från Shion utgjorde också basen av MUCC:s spelning på Sweden Rock Festival den 6 juni och skivan släpptes i Europa och Sverige den 9 juni. I Göteborgs-Posten recenserades den med fyra av fem fyrar och hyllades för dramatik, starka melodier och bred variation. I Japan hade albumet också mottagits bra och nådde plats 13 på japanska Oricons försäljningslista efter att ha sålts i 10 072 exemplar under första veckan efter releasen.
Den 13 oktober släpptes en specialutgåva av skivan i Storbritannien av Universal-ägda Spinefarm Records. Englandsutgåvan berikades med ett nytt omslag samt en liveinspelning av "Libra" (inspelad i London den 18 mars 2007) och musikvideon till "Fuzz". Skivan släpptes i Storbritannien med anledning av Taste of Chaos världsturné som besökte flera orter i landet, men också ett fåtal andra länder i Europa, däribland Sverige och Fryshuset den 11 oktober.

## Låtlista
1. "Suion Instrumental" (水恩　Instrumental)
Musik: Miya
2. "Fukurou no yurikago" (梟の揺り篭)
Text: Tatsurou, Musik: Miya
3. "Nuritsubusunara enji" (塗り潰すなら臙脂)
Text: Tatsurou, Musik: Satochi och Miya
4. "Fuzz" (ファズ)  – släppt på singel, se Fuzz
Text: Tatsurou, Musik: Miya
5. "Game" (ゲーム)
Text: Tatsurou, Musik: Miya
6. "Flight -Album ver.-" (フライト -Album ver.) – släppt på singel, se Flight
Text: Tatsurou och Miya, Musik: Satochi och Miya
7. "Anjelier" (アンジャベル)
Text: Tatsurou, Musik: Miya
8. "Chiisana mado" (小さな窓)
Text: Miya, Musik: Yukke
9. "Semishigure" (蝉時雨)
Text och musik: Miya
10. "Shion" (志恩)
Text och musik: Miya
11. "Sorawasure" (空忘れ)
Text: Tatsurou, Musik: Satochi och Miya
12. "Shiva" (シヴァ)
Text och musik: Miya
13. "Libra -Album ver.-" (リブラ -Album ver.-) – släppt på singel, se Libra
Text: Tatsurou, Musik: Miya

## Medverkande
MUCC
- Tatsurou – sång, munspel
- Miya – producent, elgitarr, akustisk gitarr, körsång
- Yukke – elbas, kontrabas
- Satochi – slagverk

Övriga
- Masaji Asakawa – medproducent (spår 2,4 och 7)
- Heigo Tani – medproducent (spår 2,4 och 7)
- Hajime Okano – medproducent (spår 6 och 13)
- Narasaki – medproducent (spår 10)
- Yasuyuki Hara – inspelning, mixning
- Atsushi Koike – ljudmanipulering (spår 8 och 11)
- Sakura – slagverk (spår 3 och 8)
- Crusher Kimura Strings – stråkinstrument (spår 8)
- Shinji Asakura – slagverk (spår 10)